# Catedral Nacional de Washington
La Catedral de Sant Pere i Sant Pau a la ciutat i diòcesi de Washington DC, coneguda com la Catedral Nacional de Washington, és una important catedral neogòtica de l'Església Episcopal als Estats Units d'Amèrica. Està inscrita com un monument al Registre Nacional de Llocs Històrics i és designada com a «Casa Nacional d'Oració» del país. Es va constituir el 1893 a 1990.

## Característiques

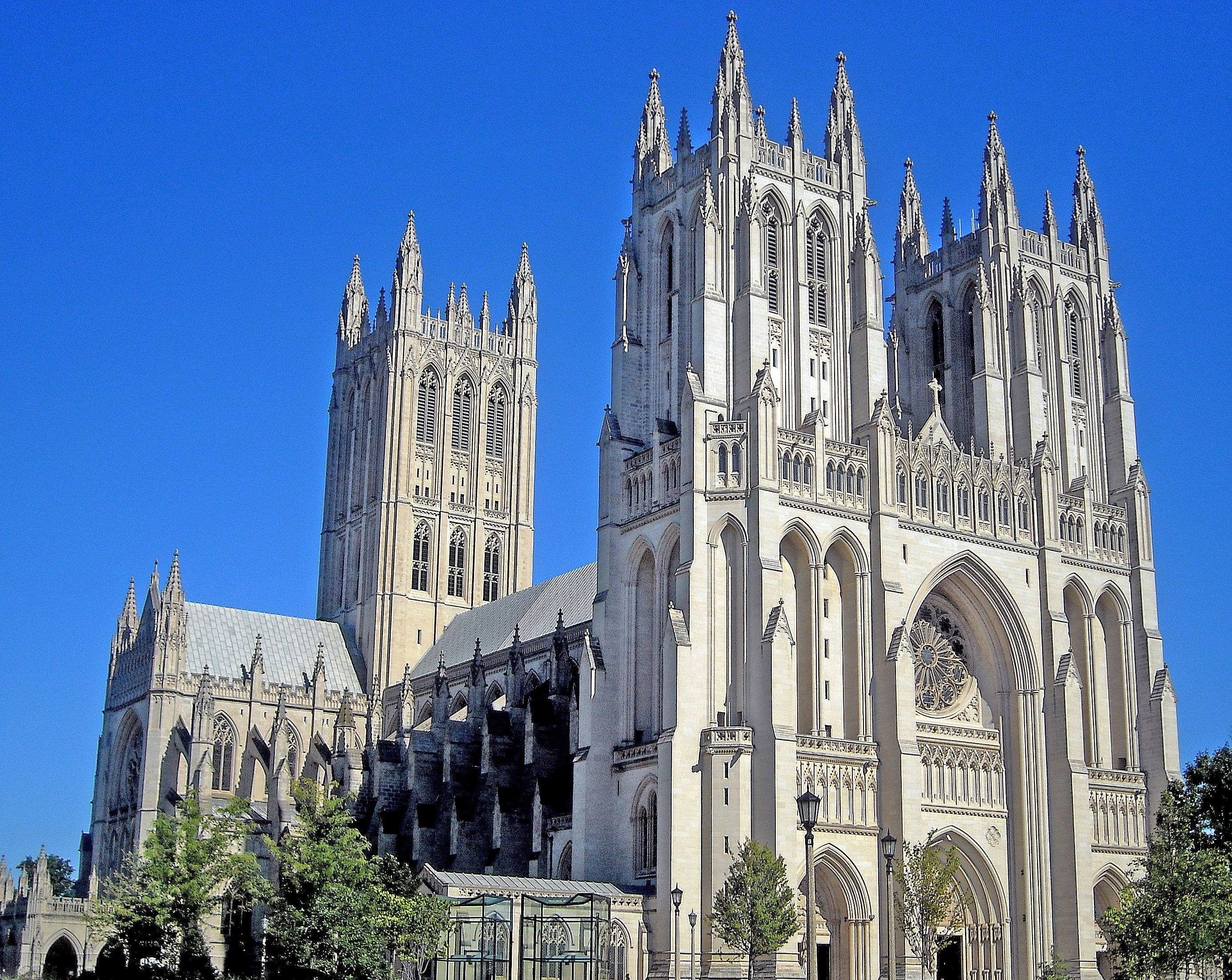
Vista en escorç de la catedral nacional de Washington

És a l'àrea Nord-oest de Washington a la cantonada de les avingudes Massachusetts i Wisconsin. És la sisena catedral més gran del món, i la segona dels Estats Units. Està afiliada amb el govern per una «carta» del Congrés, signada el 6 de gener de 1893, però no rep fons de la ciutat o del govern federal. L'Associació de la Catedral Nacional en pren cura. L'obra va començar el 1907 i la pedra cantonera va ser posat en presència del president Theodore Roosevelt. La construcció de l'església va durar 83 anys i el fastigi va ser posat en presència del president George HW Bush el 1990. Hi ha una gàrgola amb el casc de Darth Vader a la torre nord-est de l'església. De les arcades pengen les banderes dels 50 estats dels Estats Units.
El 23 d'agost de 2011 un terratrèmol de 5,8 a l'escala de Richter va sacsejar la costa est dels Estats Units que tenia el seu epicentre a l'estat de Virgínia. El terratrèmol es va sentir a Washington, i la Catedral Nacional va patir danys. Les extremitats d'uns quants pinacles es van trencar i altres pinacles es van torçar fora o esfondrar completament. Algunes gàrgoles i altres pedres es van fer malbé, i uns pedres van caure i fer un forat en el taulat. Van aparèixer esquerdes als contraforts de l'absis. Els danys a l'interior eren menys greu. La catedral no tenia assegurança i va trigar per trobar el diners per a la reparació.
Els vitralls són inspirats en els de la Catedral de Lleó. Després d'un incendi el 29 de maig de 1966 van aportar fins i tot un donatiu per a la restauració de la coberta de la Catedral de Lleó.

## Casa Nacional d'Oració
La Catedral Nacional de Washington és coneguda com la casa d'Oració del poble nord-americà i s'hi fan diverses litúrgies i cerimònies de totes les religions. Al temps de la Segona Guerra Mundial, s'hi feia un servei mensual «en nom del poble unit en temps d'emergències».

### Esdeveniments
Diversos esdeveniments a escala nacional han estat celebrats pel poble estatunidenc en aquest lloc al llarg dels anys, incloent-hi el funeral d'Estat dels expresidents Dwight Eisenhower, Ronald Reagan, Gerald Ford i George HW Bush, i també els serveis memorials a les víctimes dels atemptats de l'11 de setembre de 2001 i de l'expresident Harry Truman. El 1r de setembre del 2018, s'hi van reunir familiars, amics, col·legues i altres convidats a donar-li l'adeu al mort senador John McCain.

## Fotos

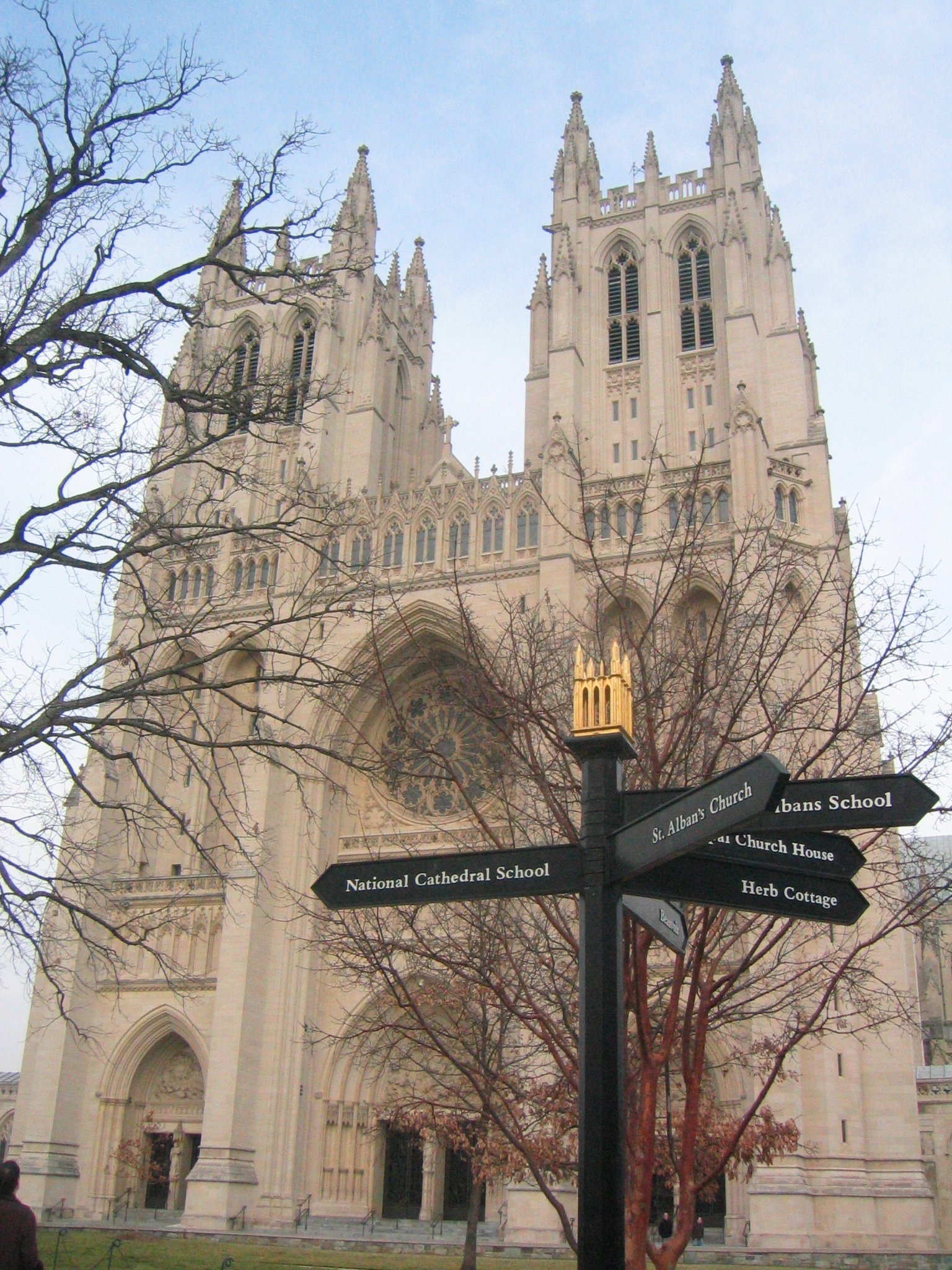
Façana de la Catedral Nacional de Washington (The Washington National Cathedral)
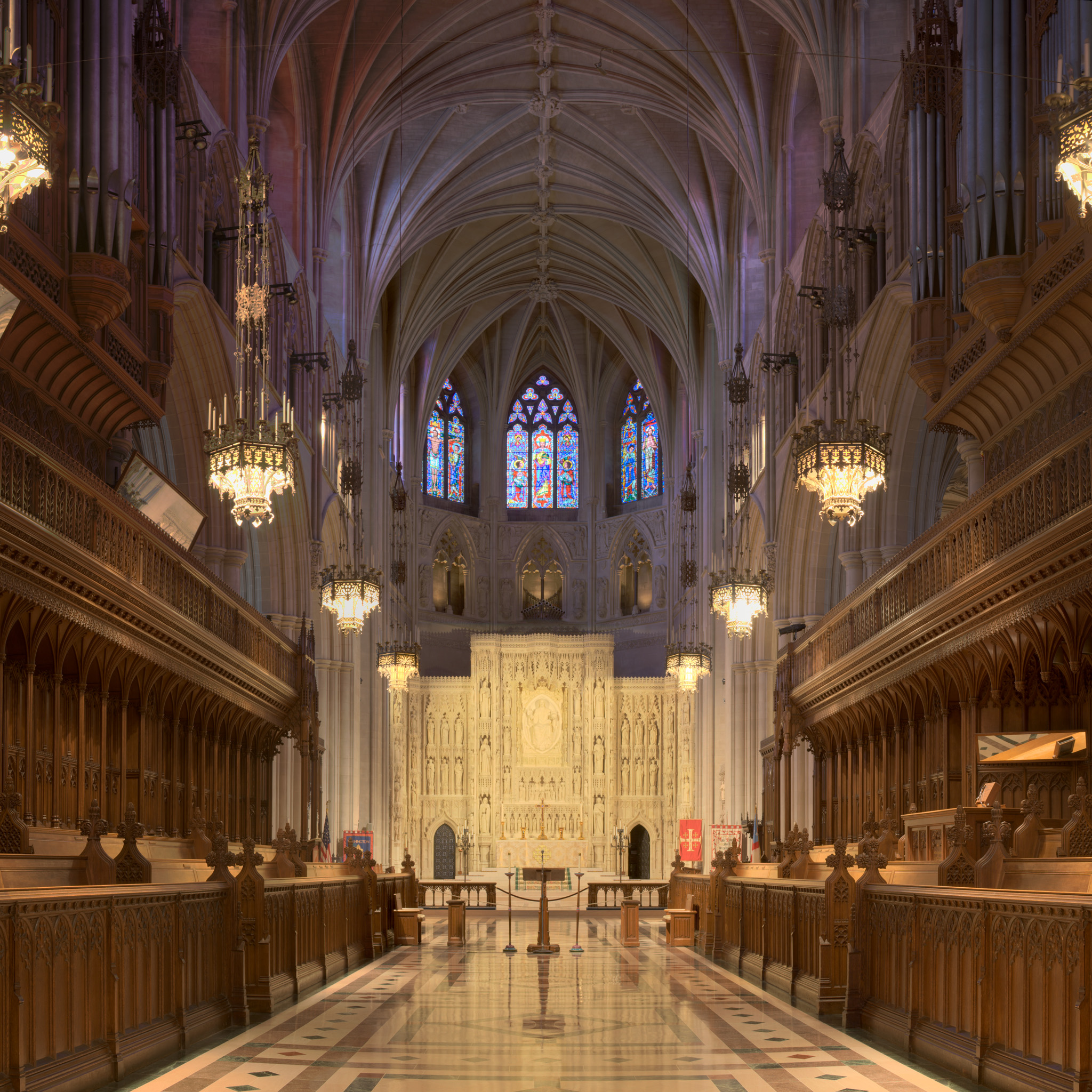
Fotografia HDR de la Catedral Nacional de Washington.
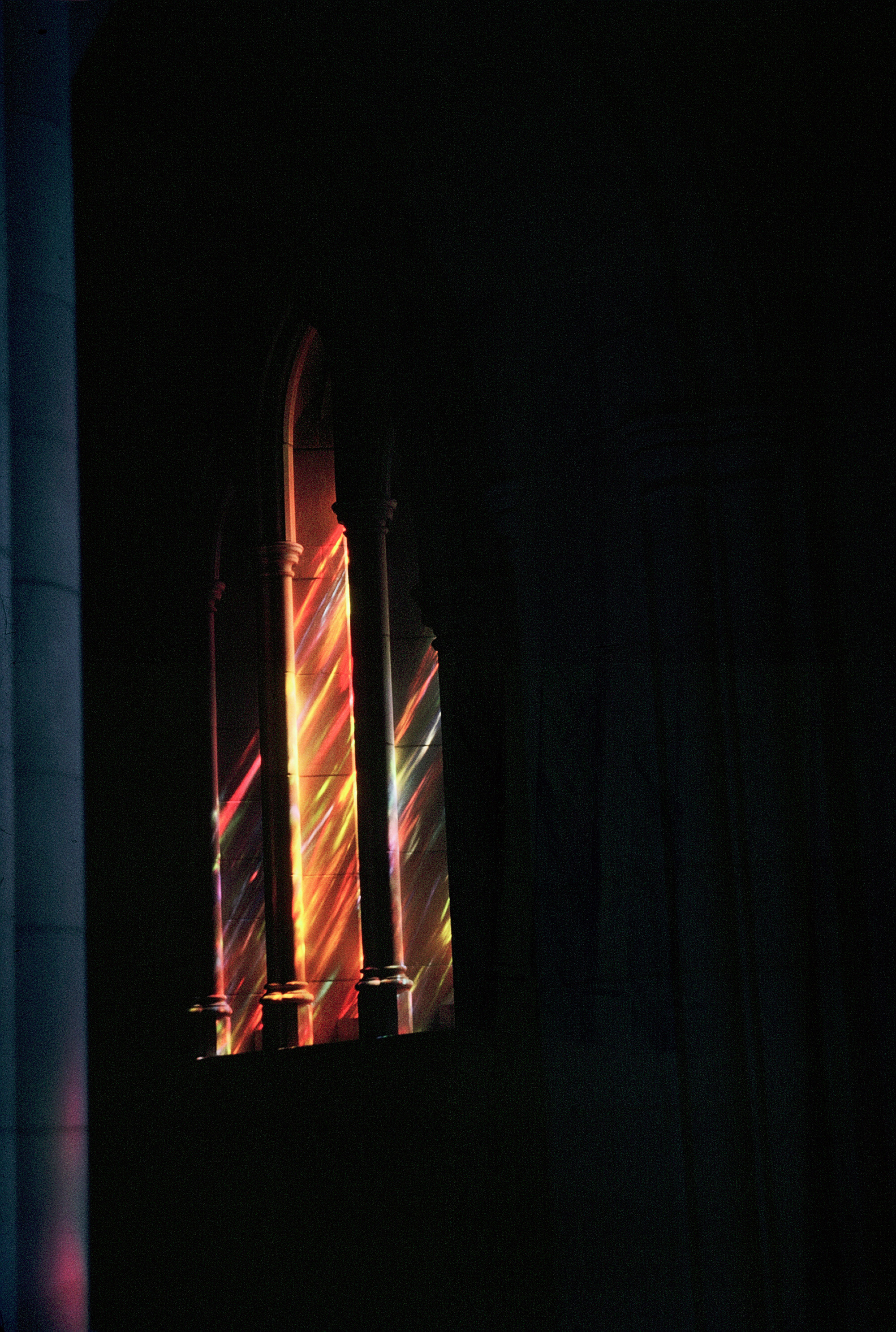
Catedral Nacional de Washington. Refracció de la llum a través dels vitralls.